# Javier Vicuña
Francisco Javier Vicuña Urtasun, deportivamente conocido como Vicuña (Añorbe, Navarra, 14 de mayo de 1955) es un exfutbolista español. Jugaba como portero y disputó toda su carrera en el Club Atlético Osasuna.
En total jugó 89 partidos en Primera División con Osasuna a lo largo de 10 temporadas.
Continuó ligado al mundo del fútbol como entrenador de porteros de los diferentes equipos del club rojillo.

## Clubes
| Club                | País   | Año       |
| ------------------- | ------ | --------- |
| CA Osasuna Promesas | España | 1971-1974 |
| CA Osasuna          | España | 1974-1990 |